# Jun'ichi Naito
Jun'ichi Naito (Japans: 内藤 淳一, Naitō Jun'ichi) (Shizuoka, 1956) is een Japans componist, muziekpedagoog, dirigent en arrangeur.

## Levensloop
Naito vertrok kort na zijn geboorte met zijn ouders naar de prefectuur Miyagi. Hij studeerde compositie aan de Miyagi University of Education in Sendai bij onder anderen Masao Homma (compositie), Masayoshi Sakurai en Kazuyoshi Akiyama (orkestdirectie). Tegenwoordig leeft hij in Sendai en is werkzaam zowel als muziekdocent aan scholen alsook als dirigent, bijvoorbeeld van de "North Japan Honor Green Band" en freelance componist en arrangeur.
Als componist schrijft hij vooral voor harmonieorkest en mandolineorkest. Een aantal van zijn werken werd verplicht gesteld tijdens wedstrijden in Japan. In 1998 won hij met het werk March Green Forest, in 2000 met Under the Flag of Glory een ceremonie-mars en in 2007 met het werk Brian's Holiday de Asahi Music Award.

## Composities

### Werken voor harmonieorkest
- 1982 Invention nr. 1, voor harmonieorkest (verplicht werk tijdens de "All Japan Band Competition" in 1983)
- 1996 March of the Brave-hearted (verplicht werk tijdens de "All Japan Band Competition" 1997)
- 1998 March Green Forest (verplicht werk tijdens de "All Japan Band Competition 1999; won de "Asahi Music Award" 1998)
- 2000 Under The Flag Of Glory, ceremonie-mars (verplicht werk tijdens de "All Japan Band Competition 2001; won de "Asahi Music Award" 2000)
- 2001 Beyond the new era (Intocht muziek in 2001 voor Miyagi National Athletic festival)
- 2001 Beyond the New Century
- 2001 Fanfare, Entrance and Choral
- 2002 Sonomune ni Idake Seiun no Kokorozashi
- 2007 Brian's Holiday (verplicht werk tijdens de "All Japan Band Competition 2008; won de "Asahi Music Award" 2007)
- 2001 Super March
- 2010 Our Heroes[1]
- Fanfare, Chorale and admission
- Fanfare lively fight "Sendai Anthem"
- Lofty Ambitions March
- On his chest, embrace, Journal of Seiun
- Sunshine smile, mars
- Suite "Green Band Celebration"[2]
- The first song to start a nice show! Show-up attempt at the march
- Unlimited Power, mars
- We should realize the dream and ballad songs 2

### Kamermuziek
- 2001 Mitasarenu mamani I II, voor fluitkwartet
- 2001 Kokorozashi wa Kedakaku Tsuyoku - Kagirinaku Kewashiki Mine no - Kagayaku ga gotoku, voor koperensemble

### Werken voor mandolineorkest
- Ballade, voor piano en mandonlineorkest
- Fantasic Rhapsody
- Chapter Three, voor dwarsfluit en mandonlineorkest
- Plectrum Celebration
- Music Album, voor piano en mandonlineorkest

## Media
1. ↑  Our Heroes door North Japan Honor Green Band , Hokkaido o.l.v. Jun'ichi Naito. Gearchiveerd op 3 september 2023.
2. ↑  Suite "Green Band Celebration" door North Japan Honor Green Band, Hokkaido o.l.v. Jun'ichi Naito. Gearchiveerd op 3 september 2023.